# Billard um halb zehn

Schutzumschlag der Erstausgabe

Billard um halb zehn (Schreibweise auch: halbzehn) ist ein 1959 erschienener zeitkritischer Roman von Heinrich Böll.

## Handlung
Erzählt wird die Geschichte der rheinischen Architektenfamilie Fähmel über drei Generationen hinweg. Kristallisationspunkt der Handlung ist der 6. September 1958, der 80. Geburtstag des Familienoberhaupts Heinrich Fähmel, der am Abend im engsten Familien- und Freundeskreis gefeiert werden soll. Die Erinnerungen und Erzählungen der Familienmitglieder an diesem Tag entfalten stückweise den großen Bogen der Familiengeschichte in den fünf Jahrzehnten zwischen dem wilhelminischen Kaiserreich und Wirtschaftswunderzeit der Bundesrepublik, die zwei Weltkriege und die NS-Diktatur einschließen. Orte der Handlung sind eine nicht näher bezeichnete Stadt, die viele Parallelen zu Bölls Heimatstadt Köln aufweist, und ein nahe gelegenes, ländliches Flusstal.
Im Jahr 1907 erscheint der junge Architekt Heinrich Fähmel in der Stadt. Anlass ist die Teilnahme an der Ausschreibung zum Bau der Abteianlage St. Anton im Kissatal, die er gegen namhafte Konkurrenz überraschend gewinnt. Die Abtei wird sein erstes und zugleich bedeutendstes Bauprojekt, das Kissatal zu einer Art zweitem Wohnsitz. Dieses Projekt bildet den beruflichen Grundstein seines Lebensplans, der den systematischen Weg in die höheren Kreise der Stadtgesellschaft und die Bildung einer großen Familie vorsieht, deren Vollendung Heinrich Fähmel an seinem in weiter Zukunft liegenden 80. Geburtstag feiern will. Den familiären Grundstein will Fähmel durch die Einheirat in eine örtliche Patrizierfamilie legen. So heiratet er die Notarstochter Johanna Kilb, mit der er vier Kinder hat, von denen zwei früh versterben.
In der Zeit des Nationalsozialismus, dessen Willen zur Macht und die damit einhergehende Menschenverachtung im Roman stets als Sakrament des Büffels umschrieben wird, stellt sich jedem Einzelnen die Frage, wie er zum totalitären Herrschaftssystem steht, ob er vom Sakrament des Büffels kostet oder nicht, womit er zu den Lämmern gerechnet wird. Die Familie Fähmel wahrt Distanz, insbesondere der ältere Sohn Robert, nur der jüngere Sohn Otto folgt der Partei. Robert erlebt als Schüler Terror gegen seine nicht angepassten Freunde, vor allem durch seinen Mitschüler Nettlinger, den Sportlehrer und einige Nazi-Funktionäre. Nach einem missglückten Sprengstoffanschlagsversuch flüchtet Roberts Freund Schrella ins Ausland, ein weiterer wird hingerichtet und auch Robert setzt sich vorsichtshalber in die Niederlande ab.
Da gegen ihn nichts vorliegt, kann Robert nach einigen Jahren zurückkehren und wird im Krieg Sprengmeister. In den letzten Kriegstagen ist er im Kissatal eingesetzt und kann den fanatischen Wehrmachts-General überzeugen, dass eine Sprengung der Abtei St. Anton einen kriegstaktischen Vorteil böte. Aus welchen Gründen er das Hauptwerk seines Vaters dem Erdboden gleich macht, wird nie abschließend geklärt, am ehesten wohl, weil die Mönche sehr bereitwillig dem Sakrament des Büffels gehuldigt hatten. Robert verheimlicht seine Täterschaft gegenüber seinem Vater.
Nach dem Krieg kehrt Robert in die zerbombte Stadt zurück. Seine Frau ist im Krieg umgekommen, sein Bruder Otto gefallen und seine Mutter in ein Nervensanatorium eingewiesen. Er selber arbeitet als vehementer Befürworter von Sprengungen bei den Aufräumarbeiten mit. Danach eröffnet er im Atelier seines in den Ruhestand gehenden Vaters ein Büro für statische Berechnungen, in das er Mitglieder seines Sprengkommandos aus dem Krieg anstellt. Traumatisiert, hält er von nun an seine Gefühle und Emotionen gegenüber jedermann zurück, lebt diskret und zurückgezogen und legt sich einen strengen und genauen Tagesablauf auf. Unter anderem geht er jeden Tag um halb zehn Uhr morgens ins nahe gelegene Hotel Prinz Heinrich und spielt dort im Beisein des Hotelboys Hugo, dem er währenddessen prägende Episoden seines Lebens erzählt, für eineinhalb Stunden Billard.
Anfang September 1958 ist der Wiederaufbau der Abtei St. Anton in vollem Gange. Dabei ist auch Roberts Sohn Joseph Fähmel als Gehilfe eines Architekturbüros beteiligt. Joseph entdeckt bei Freilegungsarbeiten Sprengzeichen in der Handschrift Roberts und plant, diesen zur Rede zu stellen. Roberts Schulfreund Schrella wird bei seiner erstmaligen Wiedereinreise wegen des noch nicht widerrufenen Fahndungsbefehls gegen ihn aus der Nazizeit festgenommen. Durch persönliche Intervention von Nettlinger, der – äußerlich zum Demokraten gewandelt – nach dem Krieg schnell Karriere gemacht hat, kommt er umgehend frei. Nettlinger behandelt sein früheres Opfer Schrella äußerst jovial – sicher auch, damit dieser nicht auf die Idee kommt, ihm und seiner Karriere mit den Erlebnissen aus der Vorkriegszeit zu schaden. Beide versuchen am 6. September unabhängig voneinander mit Robert Kontakt aufzunehmen. Dem Kontaktversuch des verabscheuten Nettlinger kann sich Robert durch Flucht entziehen. Schrella dagegen wird zur abendlichen Geburtstagsfeier Heinrich Fähmels eingeladen, wo es zum Wiedersehen mit Robert kommt. Kurzfristig wird die Feier aus Fähmels Stammcafé in das Hotel verlegt. Auf dem Nebenbalkon erwarten ein Minister und seine Entourage, zu der auch Nettlinger gehört, den Aufmarsch eines Altnazi-Verbandes, dem der Minister durch demonstratives Winken seine Sympathie bezeugen will. Plötzlich zieht die aus dem Sanatorium angereiste Großmutter Johanna eine Pistole und schießt auf den Minister.

## Kritik
»Eine breit dahinflutende, schmerzlich schöne Elegie vom Leben dieser unserer eigenen Zeit, von Hoffnungen, Leiden und Illusionen. Das Buch hat Reife. Es ist aller Tendenz enthoben.« (Karl Korn in Frankfurter Allgemeine Zeitung, 25. Juli 1959, in der Einführung zum Vorabdruck ebd.)
»[...] der Roman 'Billard um halbzehn' hat jene Größe, die man bei Böll und deutschen Schriftstellern seiner Generation vermißt hat. [...] Der Roman spielt 1958 und nur 1958. Der Weg von Generationen wird vom Resultat her gezeigt, wie es sich hier und heute dem Dichter Böll präsentiert. Nie ist die Rückblende sinnvoller angewandt worden.« (Marcel Reich-Ranicki in Die Welt, 8. Oktober 1959)
»Ich habe bei Böll den Verdacht, daß er [...] als Romancier von formalen Ambitionen bewegt wird, deren Notwendigkeit er bei größeren Vorbildern nicht recht begriffen hat. [...] die Zusammenraffung eines halben Jahrhunderts deutscher Geschichte in einer Familie poetisch zu bewältigen – das ist seine Sache einfach nicht. Ich fürchte, dieser Roman wird sehr gelobt werden.« (Paul Hühnerfeld in Die Zeit, 9. Oktober 1959)

## Bearbeitungen
- Nicht versöhnt oder Es hilft nur Gewalt wo Gewalt herrscht, Film von Jean-Marie Straub, 1965
- Wozuwozuwozu, Theaterstück, bearbeitet von Anna Viebrock, Uraufführung am Schauspiel Köln, 2010

### Ausgaben
- Erstausgabe: Billard um halb Zehn. Roman. Kiepenheuer & Witsch, Köln 1959
- Billard um halb zehn. Roman. Knaur-Taschenbuch Nr. 8, Droemer Knaur, München / Zürich 1963
- Billard um halb zehn. Roman. Deutscher Taschenbuchverlag, dtv, 2000 u.ö.; ISBN 3-423-00991-8
- Billard um halb zehn. Heinrich Böll. Werke. Kölner Ausgabe. Bd. 11. Hrsg. von Frank Finlay und Markus Schäfer. Kiepenheuer & Witsch, Köln 2002. ISBN 3-462-03150-3 [mit eingängiger Darstellung der Entstehung, Dokumentation der Vorstufen und Stellenkommentar]

### Rezensionen
- Becker, Rolf: Böll. Ein Zipfelchen Wahrheit. In: Der Spiegel. 13. Jg. Nr. 44. 28. Oktober 1959. S. 80f.
- Horst, Karl August: Überwindung der Zeit. Zu dem neuen Roman von Heinrich Böll. In: Neue Zürcher Zeitung. Nr. 300. 1. November 1959.
- Hühnerfeld, Paul: Heinrich Böll: "Billard um halb zehn". Falsche Vorbilder, falsche Ambitionen beeinträchtigen auch den besten Erzähler. In: Die Zeit. Nr. 41. 9. Oktober 1959.
- Kaiser, Joachim: Was ist ein Mensch ohne Trauer? In: Süddeutsche Zeitung. Nr. 297. 12./13. Dezember 1959.
- Kirst, Hans Hellmut: Unsentimentales Familienporträt. In: Münchner Merkur. 24. Oktober 1959.
- Reich-Ranicki, Marcel: Bitteres aus liebendem Herzen den Deutschen gesagt. Der neue Roman Heinrich Bölls, "Billard um halb zehn", eine große Leistung unserer jungen Literatur. In: Die Welt (Ausgabe Berlin-West. Essen). 8. Oktober 1959.
- Widmer, Walter: Die Bewältigung der unbewältigten Vergangenheit. Zu dem neuen Roman "Billard um halb zehn" von Heinrich Böll. In: Der Kurier (München). 15. Oktober 1959.

### Forschungsliteratur, Interpretationen
- Bernd Balzer: Billard um halb zehn. In: B. B.: Das literarische Werk Heinrich Bölls. Einführung und Kommentare. München 1997. S. 223–247.
- Horst Grobe: Heinrich Böll, "Billard um halb zehn". Königs Erläuterungen und Materialien, 397. C. Bange, Hollfeld 1999, ISBN 3804416640.
- Klaus Jeziorkowski: Die Schrift im Sand. In: Heinrich Böll 1917–1985. Hrsg. von Bernd Balzer. Peter Lang, Bern 1992. S. 135–162. [U.a. zu "Billard um halb zehn".]
- Hans Kügler: Heinrich Böll: "Billard um halbzehn". Zeit, Zeiterfahrung, Geschichtsbewusstsein. In: Deutsche Romane von Grimmelshausen bis Walser. Interpretationen für den Literaturunterricht. Hrsg. von Jakob Lehmann. Bd. 2: Von A. Seghers bis M. Walser. Scriptor Taschenbücher, Königstein im Taunus 1982 u. ö. ISBN 3589207868, S. 413–432; und ebd. 1982: ISBN 3589207876 (beide Teile in einem Band).
- Annemarie & Wolfgang van Rinsum: Interpretationen: Romane, Erzählungen. Bayerischer Schulbuch Verlag, München 1991, ISBN 3762721440, darin Billard S. 156–163[1].
- Volker Wehdeking: Billard um halb zehn. In: Heinrich Böll. Romane und Erzählungen. Interpretationen. Hrsg. von Werner Bellmann. Reclam, Stuttgart 2000. S. 179–199. ISBN 3-15-017514-3.
- Kindlers Literatur Lexikon zu Billard um halbzehn. J. B. Metzler’sche Verlagsbuchhandlung und C. E. Poeschel: als E-Book auf CD-Rom oder online über das Munzinger-Archiv.

## Notizen
1. ↑  Unter Verwendung von Auszügen aus folgenden Werken: Manfred Durzak: Der moderne Roman. Entwicklungsvoraussetzungen und Tendenzen, Kohlhammer 1971 usw., ISBN 3170047280, S. 64–67; Richard Hinton Thomas & Wilfried van der Will: Der deutsche Roman und die Wohlstandsgesellschaft, Kohlhammer 1969, 1985, ISBN 3170870866, S. 63ff.; Karl August Horst: Überwindung der Zeit, in: Werner Lengning: Der Schriftsteller Heinrich Böll. Ein biographisch-bibliographischer Abriß. dtv, 1959 bis 1984, ISBN 3423005300, S. 67 ff.